# Dziesięciny trzeciego roku
Dziesięciny trzeciego roku – rodzaj dziesięcin, składanych co trzy lata przez Izraelitów, nakazany w Księdze Powtórzonego Prawa (14, 28-29): „Pod koniec trzech lat odłożysz wszystkie dziesięciny z plonu trzeciego roku i zostawisz w twych bramach. Wtedy przyjdzie Lewita, bo nie ma działu ani dziedzictwa z tobą, obcy, sierota i wdowa, którzy są w twoich murach, będą jedli i nasycą się, aby ci błogosławił Pan, Bóg twój, w każdej pracy, której się podejmiesz”.